# John Cordts
John Cordts (23 de julho de 1935) foi um automobilista canadense que participou do Grande Prêmio do Canadá de 1969 de Fórmula 1.